# Engelbert Lengauer
Engelbert Lengauer (* 5. November 1927 in Kefermarkt, Oberösterreich; † 17. Jänner 2019 in Rohrbach-Berg) war ein österreichischer Politiker (ÖVP).

## Leben
Geboren und aufgewachsen ist Engelbert Lengauer in Pernau, einer Katastralgemeinde von Kefermarkt im Bezirk Freistadt.
Nach Besuch der Volksschule und des Gymnasiums in Freistadt legte Engelbert Lengauer im Jahr 1949 die Matura ab. Unmittelbar danach wurde er Angestellter in der Krankenkasse der Landwirtschaft für Oberösterreich. Später übernahm er die Zweigstelle der Landwirtschaftskrankenkasse in Rohrbach. Ab 1950 war Lengauer zudem auch in verschiedenen Bereichen im Bauernbund, einer Teilorganisation der ÖVP, tätig.
Im März 1982 zog er als oberösterreichischer Delegierter in den Bundesrat in Wien ein. Diesem gehörte er zunächst bis Oktober 1985 an. Nach sieben Monaten Unterbrechung folgte im Mai 1986 erneut seine Vereidigung als Bundesratsmitglied. Seine zweite Amtsperiode dauerte danach bis Juni 1988.
Von 1988 bis 1990 war er Abgeordneter seiner Partei zum Oberösterreichischen Landtag.